# Seven de Hong Kong 2006
El Seven de Hong Kong de 2006 fue la trigésima primera edición del torneo de rugby 7, fue el quinto torneo de la temporada 2005-06 de la Serie Mundial Masculina de Rugby 7.
Se disputó en la instalaciones del Hong Kong Stadium.

## Fase de grupos

### Grupo A
| Equipo     | Encuentros | Encuentros | Encuentros | Encuentros | Tantos  | Tantos    | Tantos     | Puntos |
| Equipo     | jugados    | ganados    | empatados  | perdidos   | a favor | en contra | diferencia | Puntos |
| ---------- | ---------- | ---------- | ---------- | ---------- | ------- | --------- | ---------- | ------ |
| Fiyi       | 3          | 3          | 0          | 0          | 128     | 26        | 102        | 9      |
| Kenia      | 3          | 2          | 0          | 1          | 83      | 39        | 44         | 7      |
| Rusia      | 3          | 1          | 0          | 2          | 62      | 87        | -25        | 5      |
| Madagascar | 3          | 0          | 0          | 3          | 21      | 142       | -121       | 3      |

Nota: Se otorgan 3 puntos al equipo que gane un partido, 2 al que empate y 1 al que pierda

### Grupo B
| Equipo         | Encuentros | Encuentros | Encuentros | Encuentros | Tantos  | Tantos    | Tantos     | Puntos |
| Equipo         | jugados    | ganados    | empatados  | perdidos   | a favor | en contra | diferencia | Puntos |
| -------------- | ---------- | ---------- | ---------- | ---------- | ------- | --------- | ---------- | ------ |
| Inglaterra     | 3          | 3          | 0          | 0          | 128     | 17        | 111        | 9      |
| Canadá         | 3          | 2          | 0          | 1          | 58      | 53        | 5          | 7      |
| Hong Kong      | 3          | 1          | 0          | 2          | 40      | 93        | -53        | 5      |
| Estados Unidos | 3          | 0          | 0          | 3          | 29      | 92        | -63        | 3      |

### Grupo C
| Equipo    | Encuentros | Encuentros | Encuentros | Encuentros | Tantos  | Tantos    | Tantos     | Puntos |
| Equipo    | jugados    | ganados    | empatados  | perdidos   | a favor | en contra | diferencia | Puntos |
| --------- | ---------- | ---------- | ---------- | ---------- | ------- | --------- | ---------- | ------ |
| Sudáfrica | 3          | 3          | 0          | 0          | 88      | 38        | 50         | 9      |
| Gales     | 3          | 2          | 0          | 1          | 63      | 35        | 28         | 7      |
| Portugal  | 3          | 1          | 0          | 2          | 42      | 53        | -11        | 5      |
| China     | 3          | 0          | 0          | 3          | 19      | 86        | -67        | 3      |

### Grupo D
| Equipo        | Encuentros | Encuentros | Encuentros | Encuentros | Tantos  | Tantos    | Tantos     | Puntos |
| Equipo        | jugados    | ganados    | empatados  | perdidos   | a favor | en contra | diferencia | Puntos |
| ------------- | ---------- | ---------- | ---------- | ---------- | ------- | --------- | ---------- | ------ |
| Nueva Zelanda | 3          | 3          | 0          | 0          | 111     | 19        | 92         | 9      |
| Escocia       | 3          | 2          | 0          | 1          | 115     | 42        | 73         | 7      |
| Japón         | 3          | 1          | 0          | 2          | 76      | 57        | 19         | 5      |
| Singapur      | 3          | 0          | 0          | 3          | 0       | 184       | -184       | 3      |

### Grupo E
| Equipo        | Encuentros | Encuentros | Encuentros | Encuentros | Tantos  | Tantos    | Tantos     | Puntos |
| Equipo        | jugados    | ganados    | empatados  | perdidos   | a favor | en contra | diferencia | Puntos |
| ------------- | ---------- | ---------- | ---------- | ---------- | ------- | --------- | ---------- | ------ |
| Australia     | 3          | 3          | 0          | 0          | 114     | 7         | 107        | 9      |
| Corea del Sur | 3          | 1          | 1          | 1          | 71      | 62        | 9          | 6      |
| Francia       | 3          | 1          | 1          | 1          | 50      | 50        | 0          | 6      |
| Sri Lanka     | 3          | 0          | 0          | 3          | 10      | 126       | -116       | 3      |

### Grupo F
| Equipo       | Encuentros | Encuentros | Encuentros | Encuentros | Tantos  | Tantos    | Tantos     | Puntos |
| Equipo       | jugados    | ganados    | empatados  | perdidos   | a favor | en contra | diferencia | Puntos |
| ------------ | ---------- | ---------- | ---------- | ---------- | ------- | --------- | ---------- | ------ |
| Argentina    | 3          | 3          | 0          | 0          | 72      | 19        | 53         | 9      |
| Samoa        | 3          | 2          | 0          | 1          | 123     | 10        | 113        | 7      |
| China Taipéi | 3          | 1          | 0          | 2          | 26      | 121       | -95        | 5      |
| Italia       | 3          | 0          | 0          | 3          | 24      | 95        | -71        | 3      |

## Fase Final

### Cuartos de final
| 2 de abril | Inglaterra | 14 - 10 | Samoa |  |  |

| 2 de abril | Sudáfrica | 17 - 7 | Argentina |  |  |

| 2 de abril | Fiyi | 26 - 12 | Escocia |  |  |

| 2 de abril | Nueva Zelanda | 35 - 7 | Australia |  |  |

### Semifinal
| 2 de abril | Inglaterra | 24 - 0 | Sudáfrica |  |  |

| 2 de abril | Fiyi | 35 - 10 | Nueva Zelanda |  |  |

### Final
| 2 de abril | Inglaterra | 26 - 24 | Fiyi |  |  |

| Bandera de Inglaterra  |
| Campeón Inglaterra     |
| 3º título del circuito |